# Gamprin
Gamprin est une commune du nord du Liechtenstein. En 2020, la population s'élevait à 1 687 habitants. 

## Géographie
Le territoire de la commune s'étend sur 6,18 km2 au nord du pays et comprend une partie principale à l'ouest, centrée autour du village de Gamprin, bordée par le Rhin, et une seconde, plus petite à l'est, séparée par la commune d'Eschen.
Elle compte le village de Bendern, qui est l'un des plus anciens du pays. 
Les communes limitrophes sont Ruggell, Schellenberg, Eschen, Planken, Vaduz, Schaan et Sennwald.

## Politique et administration
La commune est administrée par un conseil municipal de neuf membres, dont le maire, élus pour quatre ans par les citoyens. À l'issue des élections de 2019, le Parti progressiste des citoyens (FBP) détient cinq sièges et l'Union patriotique (VU) quatre.
| Période                                  | Période  | Identité        | Étiquette | Qualité                       |
| ---------------------------------------- | -------- | --------------- | --------- | ----------------------------- |
| 1995                                     | 2019     | Donath Oehri    | VU        | Député au Landtag (1997-2005) |
| avril 2019                               | En cours | Johannes Hasler | FBP       |                               |
| Les données manquantes sont à compléter. |          |                 |           |                               |

## Culture et patrimoine

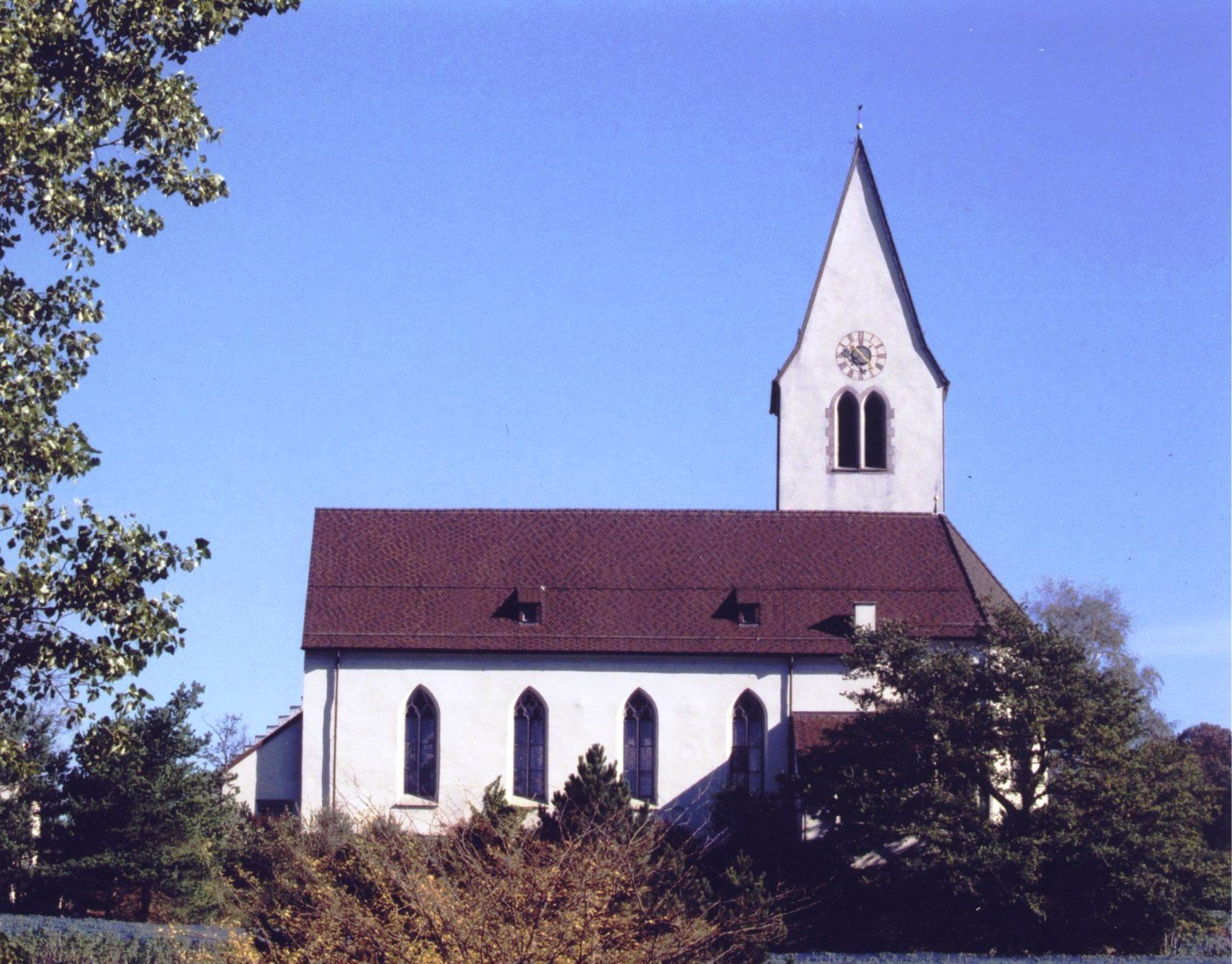
L'église Sainte-Marie de Bendern.

Le village de Bendern abrite l'église Sainte-Marie, construite au XVe siècle.

## Personnalités liées à la commune
- Maurice-Arnold de Forest (1879-1968), naturalisé au Liechtenstein en 1932, conseiller diplomatique d'État, reçoit le 9 janvier 1936 du prince souverain François Ier de Liechtenstein le titre héréditaire de « comte de Bendern ».